# Mýtna
Mýtna este o comună slovacă, aflată în districtul Lučenec din regiunea Banská Bystrica. Localitatea se află la altitudinea de 252 m deasupra n.m., se întinde pe o suprafață de 20,28 km2 și în 2017 număra 1.195 de locuitori.

## Istoric
Localitatea Mýtna este atestată documentar din 1393.

## Demografie
| An:                | 1994 | 2004   | 2014   | 2024   |
| ------------------ | ---- | ------ | ------ | ------ |
| Număr de persoane: | 1240 | 1184   | 1188   | 1106   |
| Diferență:         |      | −4,51% | +0,33% | −6,90% |

| An:                | 2023 | 2024   |
| ------------------ | ---- | ------ |
| Număr de persoane: | 1122 | 1106   |
| Diferență:         |      | −1,42% |